# Le Pian-Médoc
 Le Pian-Médoc  là một xã thuộc tỉnh Gironde trong vùng Nouvelle-Aquitaine tây nam nước Pháp.